# Richard H. Fulton

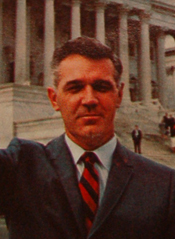
Richard H. Fulton

Richard Harmon Fulton (* 27. Januar 1927 in Nashville, Tennessee; † 28. November 2018 ebenda) war ein US-amerikanischer Politiker (Demokratische Partei). Vom  3. Januar 1963 bis zu seinem Rücktritt am 14. August 1975 vertrat er den Bundesstaat Tennessee im Repräsentantenhaus der Vereinigten Staaten.

## Leben
Fulton wuchs in East Nashville auf und besuchte dort die Warner Elementary School und danach die East High School. Er studierte an der University of Tennessee in Knoxville. Zwischen 1945 und 1946 diente er in der United States Navy. Anschließend kehrte er an die University of Tennessee zurück und nahm sein Studium wieder auf. 
Mit Politik kam Fulton erstmals in Berührung, als sein Bruder Lyle für einen Sitz im Senat von Tennessee kandidierte und dessen Wahlkampfkampagne unterstützte. Als sein Bruder jedoch nach kurzer Krankheit an Leberkrebs starb, übernahm er dessen Kandidatur und wurde in den Senat von Tennessee gewählt. Da Fulton zu diesem Zeitpunkt jedoch erst 29 Jahre alt war, konnte er sein Mandat nicht antreten. Bei der nächsten Senatswahl kandidierte er erneut. Fulton gehörte dem Senat von Tennessee nun von 1958 bis 1960 an. 
Im Jahr 1962 strebte Fulton eine Nominierung seiner Partei als demokratischer Kandidat im fünften Kongresswahlbezirk des Bundesstaates Tennessee an. Er unterlag jedoch bei den entsprechenden Vorwahlen seinem Parteikollegen und bisherigen Kongressabgeordneten Joseph Carlton Loser. Nachdem hierbei Unregelmäßigkeiten festgestellt wurden, kam es zu einer Wiederholung der Vorwahlen. Diesmal gewann Fulton gegen Loser. Auch die anschließenden Kongresswahlen konnte Fulton für sich entscheiden, sodass er Losers Sitz im Kongress übernahm. Fulton vertrat nun den fünften Kongresswahlbezirk des Bundesstaates Tennessee vom 3. Januar 1963 bis zu seinem Rücktritt am 14. August 1975 im US-Repräsentantenhaus. Während dieser Zeit nahm er im Jahr 1964 an der Democratic National Convention in Atlantic City teil.
Danach wurde Fulton Bürgermeister von Nashville. Dieses Amt übte er als Nachfolger von Beverly Briley vom 14. August 1975 bis zum 5. Oktober 1987 aus. In den Jahren 1978 und 1986 bewarb er sich jeweils erfolglos um die Nominierung seiner Partei für die Gouverneurswahlen in Tennessee.